# Euselasia erythraea
Euselasia erythraea is een vlindersoort uit de familie van de prachtvlinders (Riodinidae), onderfamilie Euselasiinae.
Euselasia erythraea werd in 1868 beschreven door H. Bates.